# Konstantínos Mitsotákis
Konstantínos Mitsotákis (en griego: Κωνσταντίνος Μητσοτάκης; La Canea, Creta; 18 de octubre de 1918-Atenas, 29 de mayo de 2017) fue un político griego que ostentó el cargo de primer ministro de su país entre 1990 y 1993.

## Biografía
Provenía de una familia de políticos: su padre y sus abuelos eran parlamentarios, y era sobrino del jefe parlamental Elefthérios Venizélos. En su juventud, participó en la resistencia de Creta contra la ocupación alemana. Se graduó en derecho y ciencias económicas en la Universidad de Atenas e ingresó al Parlamento griego en 1946. 
En 1974 falló su tentativa de ser elegido al Parlamento como independiente. Fue reelecto en 1977 como miembro del pequeño Partido de Nuevos Liberales y en 1978 se adhirió al nuevo partido Nueva Democracia de Konstantínos Karamanlís. Se desempeñó como ministro de Coordinación Económica de 1978 a 1980, y como ministro de Asuntos Exteriores de 1980 a 1981. 
Después de una victoria a las elecciones de 1990, se convirtió en primer ministro. 
El gobierno de Mitsotákis actuó rápidamente para recortar el gasto público, privatizar empresas estatales e implementar reformas en el servicio civil. En política exterior, Mitsotákis reabrió las bases militares de Estados Unidos en Grecia, y trató también de reconstituir la confianza entre los asociados económicos y políticos de Grecia. En junio de 1990, Mitsotákis fue el primer jefe de Gobierno griego en visitar Estados Unidos en 26 años. Prometió volver a cumplir las obligaciones de Grecia en la OTAN, impedir la utilización de Grecia como base para el terrorismo, y poner fin a los ataques verbales contra los Estados Unidos que habían caracterizado al Gobierno anterior del socialista Andréas Papandréou. Mitsotákis apoyó también un nuevo diálogo con Turquía, pero hizo de los progresos respecto de Chipre una condición previa a las demás cuestiones. Perdió las elecciones de 1993.
En enero de 2004 Mitsotákis anunció que no sería candidato al Parlamento en las elecciones del 7 de marzo, 56 años después de su primera elección. Su hijo Kyriákos Mitsotákis es parlamentario y actual presidente de ND y primer ministro de Grecia, mientras que su hija, Dora Bakoyianni, fue alcaldesa de Atenas y ministra y su nieto, Kostas Bakoyannis, es el actual alcalde de Atenas.
Fuera de la política, el interés principal de Mitsotákis fueron las antigüedades de Creta. Reunió una gran colección de arte minoico y otras antigüedades de Creta que donó al Estado griego.

## Premios
- Medalla Robert Schuman.[3]